# Senado (Antigua y Barbuda)
El Senado (en inglés: Senate) es la cámara alta del Parlamento de Antigua y Barbuda. De acuerdo con el sistema Westminster en el que se basa la tradición parlamentaria de Antigua y Barbuda, el Senado es designado después de cada elección general con base en la composición de la Cámara de Representantes, la cámara baja, cuyo mandato máximo es de cinco años. Consta de la misma cantidad de miembros que esta, con diecisiete senadores.
De acuerdo con la constitución antiguana, los diecisiete senadores son designados por el Gobernador General en representación del monarca antiguano. No obstante, diez miembros deben ser designados siguiendo el consejo del primer ministro, cuatro por consejo del líder de la Oposición, uno por proposición del Concejo de Barbuda, un residente de Barbuda por consejo del primer ministro y uno a plena discreción del Gobernador General.
Sujeto a lo dispuesto en el Artículo 30 de la Constitución, toda persona que al momento de su nombramiento: sea ciudadano; tenga veintiún años de edad o más; haya vivido en Antigua y Barbuda durante los doce meses inmediatamente anteriores a la fecha de su nombramiento; y es capaz de hablar y, a menos que esté discapacitado por ceguera u otra condición física, leer el idioma inglés con suficiente dominio como para permitirle tomar parte activa en los procedimientos parlamentarios.
Todo Senador debe dimitir del Senado en las siguientes situaciones: en la siguiente disolución del Parlamento después de su nombramiento; si es nominado con su consentimiento para postularse para la Cámara de Representantes; si pierde la ciudadanía; si se ausenta de las sesiones del Senado durante el período o períodos y en las condiciones que determine el reglamento del Senado; si surge alguna circunstancia que, si no fuera senador, lo haría inelegible para ser nombrado como tal en virtud del inciso (1) del artículo 30 de la Constitución o de cualquier ley aprobada de conformidad con el inciso (2) de ese artículo, sujeto a las disposiciones del inciso (2) del artículo 31; si el Gobernador General, actuando de conformidad con el consejo del primer ministro en el caso de un Senador designado conforme a ese consejo, del líder de la Oposición en el caso de un Senador designado conforme a ese consejo, el Concejo de Barbuda en el caso de un Senador designado de conformidad con ese asesoramiento, o a su discreción en el caso de un Senador designado por él a su discreción; o si después de haber sido nombrado de conformidad con el artículo 28 (6) de la Constitución, ya no reside en Barbuda.
El Gobernador General podrá designar a una persona calificada para el nombramiento de Senador para que sea miembro temporal del Senado durante dicha ausencia, suspensión o enfermedad siempre que un Senador no pueda desempeñar sus funciones como Senador debido a su ausencia de Antigua y Barbuda, suspensión en virtud del artículo 31 (2) de la Constitución, o por enfermedad. Las disposiciones del Artículo 31 de la Constitución se aplicarán a un Senador designado conforme a este Artículo de la misma manera que se aplican a un Senador designado conforme al Artículo 28 de la Constitución, y un nombramiento realizado conforme a este Artículo dejará en cualquier caso de tener efecto. si el Gobernador General notifica a la persona designada que las circunstancias que dieron lugar a su nombramiento han dejado de existir.
El actual Presidente del Senado es la senadora Alincia Williams-Grant, con el senador Osbert Richard Frederick como vicepresidente. Cualquier proyecto de ley que no sea un proyecto de ley sobre dinero puede presentarse en cualquiera de las Cámaras del Parlamento. No se puede presentar un proyecto de ley sobre dinero en el Senado.

## Composición actual
| Posición                                                     | Senador                        |
| ------------------------------------------------------------ | ------------------------------ |
| Presidenta del Senado                                        | Alincia Williams-Grant         |
| Vicepresidente del Senado                                    | Osbert Richard Frederick       |
| Director de Asuntos Gubernamentales                          | Samantha Marshall              |
| Subdirector de Asuntos Gubernamentales                       | Cheryl Mary Clare Hurst        |
| Senador del Gobierno                                         | Shenella Mary Shadida Govia    |
| Senador del Gobierno                                         | Clement Marley Mandela Antonio |
| Senador del Gobierno                                         | Philip Scholl                  |
| Senador del Gobierno                                         | Colin O'Neill Browne           |
| Senador del Gobierno                                         | Dwayne George                  |
| Senador del Gobierno (Barbuda representative)                | Knacyntar Nedd Charles         |
| Senador del Gobierno                                         | Rawdon Antonio Nairobi Turner  |
| Senador de la Oposición                                      | Shawn Nicholas                 |
| Senador de la Oposición                                      | Johnathan Joseph               |
| Senador de la Oposición                                      | Alex Browne                    |
| Senador de la Oposición                                      | David Massiah                  |
| Senador Independiente (Representante del Gobernador General) | Kiz Johnson                    |
| Senador de Barbuda (Concejo de Barbuda)                      | Fabian Jones                   |